# Malva durieui
Malva durieui  (лат.) — вид цветковых растений семейства мальвовых.
Однолетнее или двулетнее растение. Стебель высотой до 1,2 м, прямостоячий, простой или разветвлённый. Нижние листья в подвешенном состоянии размером 8 х 10 см. Цветки собраны в пучки по 2-6. Лепестки розово-фиолетовые, размером 0,7-1,5 см.
Вид распространён в центральной и южной Португалии, Гибралтаре, восточной и южной Испании. Растёт между известняковыми скалами на берегу моря, и в прибрежных скалах. Иногда культивируется в ботанических садах.